# Doma vaquera
Pour les articles homonymes, voir Doma.

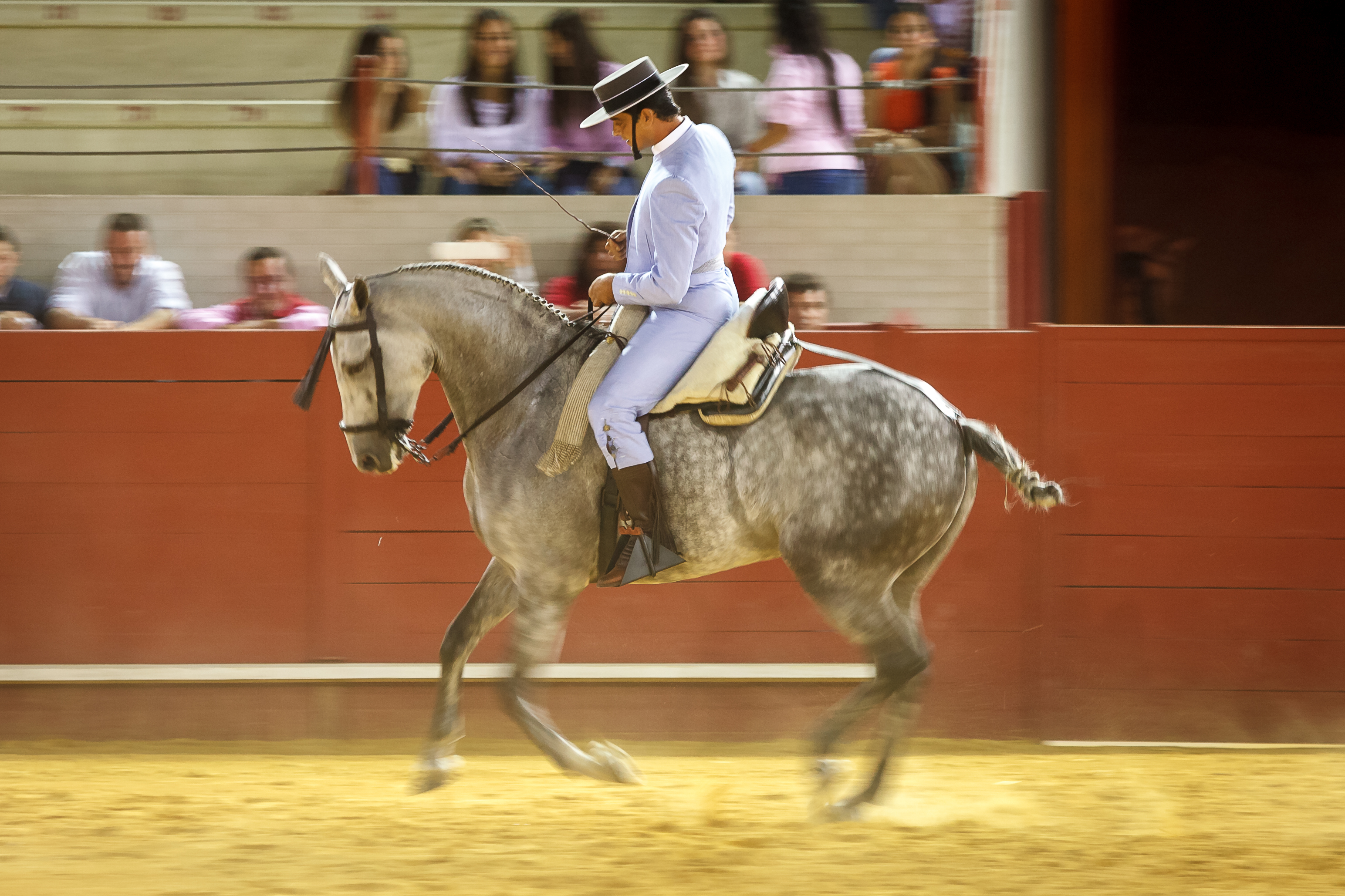
Un couple lors d'une démonstration de Doma vaquera.

La Doma vaquera est une discipline d'équitation qui tire son origine du travail des vaqueros andalous. Doma est le terme espagnol pour dressage.

## Description
La Doma Vaquera est issue du travail des ouvriers cavaliers des troupeaux bovins en Espagne. Elle a vu le jour au XVIIIe siècle et provient d'Andalousie, mais a été adoptée et développée dans toutes les régions bovines d'Espagne. Elle fait partie intégrante du travail de l'élevage bovin en Espagne et dans de nombreux pays de culture hispanique. Au-delà d'un aspect traditionnel, elle est l'une des méthodes les plus anciennes de travail pour le tri du bétail. En cela, elle a servi de modèle pour nombre de cultures d'équitation de travail.
Toutes les races de chevaux sont aptes à la doma vaquera, mais les plus utilisées sont le Jaca croisement de PRE et PS[pas clair] et le Tres sangres (trois sangs mêlés) croisement d'Anglo-arabe et de PRE, ou bien d'Hispano-arabe et de Pur-sang anglais. Cette discipline nécessite une selle spécifique.

## Compétition
En France, la doma vaquera est reconnue comme discipline d'équitation par la Fédération française d'équitation.
L'habillement du cavalier, le harnachement et le toilettage du cheval doivent respecter la tradition andalouse. La présentation intervient dans les notes des juges.
Les couples déroulent des reprises spécifiques mettant en valeur la soumission du cheval et son dressage. La reprise des "chevaux dressés" est la reprise phare de cette discipline et exige la bonne réalisation de plus de 20 figures.